# Artur Nigmatullin
Artur Eduardovich Nigmatullin (tiếng Nga: Артур Эдуардович Нигматуллин; sinh ngày 17 tháng 5 năm 1991) là một thủ môn bóng đá người Nga. Anh hiện đang thi đấu cho PFC Sochi.

## Sự nghiệp câu lạc bộ
Năm 2010, anh bị cấm thi đấu 10 tháng vì không vượt qua đợt kiểm tra chất kích thích. Anh ra mắt chuyên nghiệp cho FC Mordovia Saransk vào ngày 4 tháng 4 năm 2011 trong trận đấu tại Russian First Division trước FC SKA-Energiya Khabarovsk.

### Thống kê sự nghiệp
Tính đến 20 tháng 5 năm 2018
| Câu lạc bộ               | Mùa giải            | Giải vô địch                    | Giải vô địch | Giải vô địch | Cúp     | Cúp       | Châu lục | Châu lục  | Khác    | Khác      | Tổng cộng | Tổng cộng |
| Câu lạc bộ               | Mùa giải            | Hạng đấu                        | Số trận      | Bàn thắng    | Số trận | Bàn thắng | Số trận  | Bàn thắng | Số trận | Bàn thắng | Số trận   | Bàn thắng |
| ------------------------ | ------------------- | ------------------------------- | ------------ | ------------ | ------- | --------- | -------- | --------- | ------- | --------- | --------- | --------- |
| PFC CSKA Moscow          | 2008                | Giải bóng đá ngoại hạng Nga     | 0            | 0            | 0       | 0         | 0        | 0         | –       | –         | 0         | 0         |
| PFC CSKA Moscow          | 2009                | Giải bóng đá ngoại hạng Nga     | 0            | 0            | 0       | 0         | 0        | 0         | –       | –         | 0         | 0         |
| PFC CSKA Moscow          | 2010                | Giải bóng đá ngoại hạng Nga     | 0            | 0            | 0       | 0         | 0        | 0         | –       | –         | 0         | 0         |
| PFC CSKA Moscow          | Tổng cộng           | Tổng cộng                       | 0            | 0            | 0       | 0         | 0        | 0         | 0       | 0         | 0         | 0         |
| FC Prialit Reutov        | 2010                | Russian Amateur Football League | –            | –            | –       | –         | –        | –         | –       | –         | –         | –         |
| FC Mordovia Saransk      | 2011–12             | FNL                             | 5            | 0            | 0       | 0         | –        | –         | –       | –         | 5         | 0         |
| FC Ural Yekaterinburg    | 2011–12             | FNL                             | 5            | 0            | 0       | 0         | –        | –         | –       | –         | 5         | 0         |
| FC Khimki                | 2011–12             | FNL                             | 10           | 0            | 0       | 0         | –        | –         | –       | –         | 10        | 0         |
| FC Volga Nizhny Novgorod | 2012–13             | Giải bóng đá ngoại hạng Nga     | 0            | 0            | 0       | 0         | –        | –         | –       | –         | 0         | 0         |
| FC Volga Nizhny Novgorod | 2013–14             | Giải bóng đá ngoại hạng Nga     | 3            | 0            | 0       | 0         | –        | –         | –       | –         | 3         | 0         |
| FC Volga Nizhny Novgorod | 2014–15             | FNL                             | 18           | 0            | 1       | 0         | –        | –         | –       | –         | 19        | 0         |
| FC Volga Nizhny Novgorod | 2015–16             | FNL                             | 21           | 0            | 0       | 0         | –        | –         | –       | –         | 21        | 0         |
| FC Volga Nizhny Novgorod | Tổng cộng           | Tổng cộng                       | 42           | 0            | 1       | 0         | 0        | 0         | 0       | 0         | 43        | 0         |
| FC Tosno                 | 2015–16             | FNL                             | 12           | 0            | –       | –         | –        | –         | –       | –         | 12        | 0         |
| FC Tosno                 | 2016–17             | FNL                             | 36           | 0            | 3       | 0         | –        | –         | –       | –         | 39        | 0         |
| FC Tosno                 | Tổng cộng           | Tổng cộng                       | 48           | 0            | 3       | 0         | 0        | 0         | 0       | 0         | 51        | 0         |
| FC Amkar Perm            | 2017–18             | Giải bóng đá ngoại hạng Nga     | 29           | 0            | 2       | 0         | –        | –         | 2       | 0         | 33        | 0         |
| Tổng cộng sự nghiệp      | Tổng cộng sự nghiệp | Tổng cộng sự nghiệp             | 139          | 0            | 6       | 0         | 0        | 0         | 2       | 0         | 147       | 0         |